# Torna herred
Torna härad (dansk: Torne herred) var et herred beliggende i  Skåne. Herredet omfattede en stor del af Romeleåsen. I 1200-tallet stavedes det Thornæheret. Dalby ligger i herredet.